# Macairea rigida
Macairea rigida är en tvåhjärtbladig växtart som beskrevs av George Bentham. Macairea rigida ingår i släktet Macairea och familjen Melastomataceae. Inga underarter finns listade i Catalogue of Life.